# Fresh Cut Christmas
Fresh Cut Christmas è un album in studio natalizio del cantante di musica country statunitense George Strait, pubblicato nel 2006.

## Tracce
1. Joy to the World – 2:30
2. We Three Kings – 2:33
3. Silent Night – 3:10
4. Jingle Bells – 2:28
5. O Come, All Ye Faithful – 3:28
6. Up on the Housetop – 2:46
7. We Wish You a Merry Christmas – 1:47
8. O Christmas Tree – 2:27
9. Hark, the Herald Angels Sing – 2:30
10. Deck the Halls – 1:59